# Podkowadle

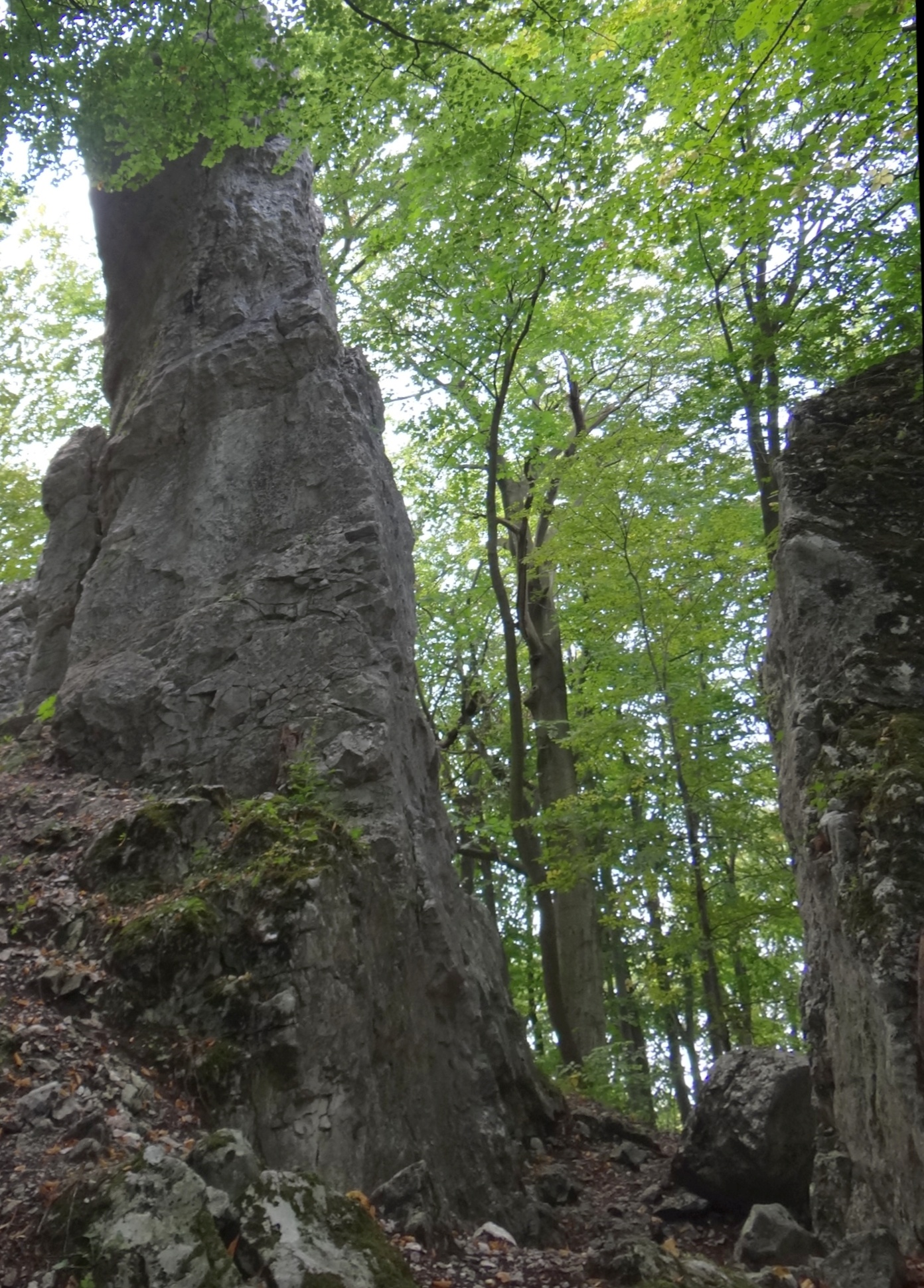
Kowadło i Podkowadle (po prawej)

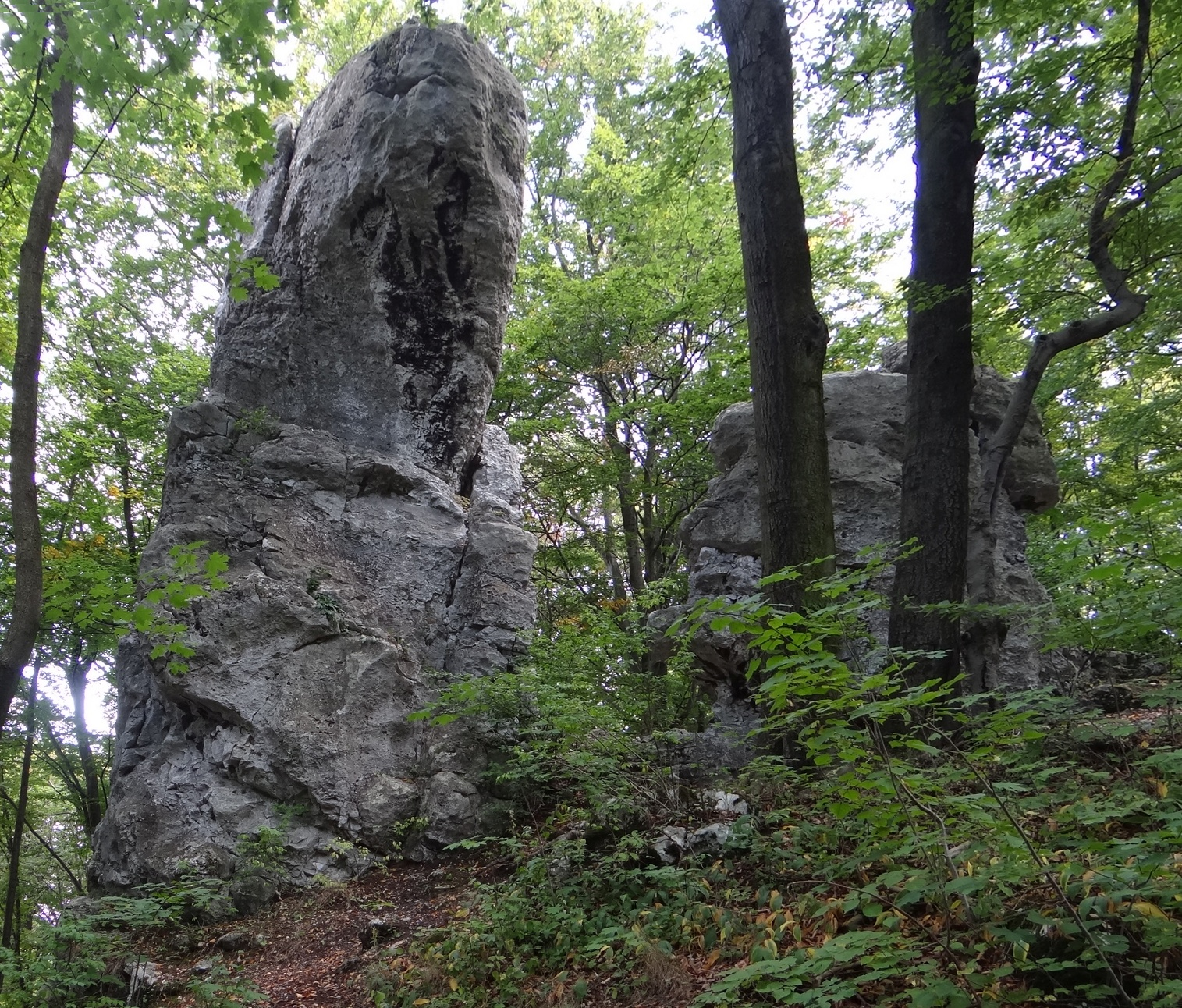
Kowadło i Podkowadle (po prawej)

Podkowadle lub Ściana pod Kowadłem – skała na wzniesieniu Zielona Góra w miejscowości Kusięta w województwie śląskim, w powiecie częstochowskim, w gminie Olsztyn. Jest to jedno z wzgórz Wyżyny Mirowsko-Olsztyńskiej będącej częścią Jury Krakowsko-Częstochowskiej. 
Podkowadle wraz ze stojącym tuż obok niego Kowadłem znajdują się na szczycie Zielonej Góry. Zbudowane są  z wapieni skalistych. Znajdują się w rezerwacie przyrody Zielona Góra, ale od 2017 roku wspinaczka na nich jest dopuszczalna przy zachowaniu określonych zasad. Podkowadle to skała o pionowych ścianach. Są na niej cztery drogi wspinaczkowe o stopniu trudności od V do VI.2+ w skali Kurtyki. Drogi mają długość 8–10 m i są częściowo obite stałymi punktami asekuracyjnymi w postaci 1-4 ringów (r), spitów i ringów zjazdowych.
1. Ugzylulu; V, 1s, 8 m, droga niebezpieczna
2. Bagirata; Vi+, 1s, 8 m, droga niebezpieczna
3. Huta Zgietusa; VI.2, 3s, 8 m
4. Balans jajami; VI.1+, 1s, 8 m[2].

## Szlak turystyczny
Obok Kowadła prowadzi Szlak Orlich Gniazd.
 odcinek: Kusięta – rezerwat przyrody Zielona Góra – Częstochowa